# Bitka pri Mobile (1781)
Bitka pri Mobile (znana tudi kot Druga bitka pri Mobilu ali Bitka pri Village) je potekala 7. januarja 1781. To je bil neuspešen britanski poskus ponovnega zavzetja španske utrdbe pri "Vasi" med ameriško revolucionarno vojno. Napad je vodil waldeški polkovnik Johann von Hanxleden, ki je bil pri poskusu ubit.

## Ozadje
Potem, ko je Španija leta 1779 napovedala vojno Veliki Britaniji, je Bernardo de Gálvez, guverner Louisiane, takoj začel ofenzivne operacije za prevzem nadzora nad sosednjo Britansko Zahodno Florido, ki je vključevala dele današnje Louisiane, Mississippija in Alabame. Septembra 1779 je pridobil popoln nadzor nad spodnjim tokom reke Mississippi z zavzetjem Fort Bute in kmalu zatem dosegel predajo preostalih sovražnih sil v regiji po bitki pri Baton Rouge (1779). Tem uspehom je sledilo zavzetje Mobila 14. marca 1780 po kratkem obleganju. (Spomladi 1781 je Gálvez nadaljeval z zavzetjem Pensacole, administrativne prestolnice Zahodne Floride.)
Po zmagi v Mobilu so Španci zgradili utrjeno postojanko na vzhodni strani zaliva Mobile. Ta postojanka je bila zasnovana za obrambo "Vasi", naselja, ki je zasedalo vzhodni trajektni terminal v zalivu Mobile za glavno cesto med Mobilom in Pensacolo na Floridi. Ko so britanske čete prispele 7. januarja, je postojanko zasedalo približno 200 mož iz polka Principe, pod poveljstvom Ramóna de Castra y Gutiérreza.

## Predigra
Najbližja britanska garnizija Mobilu je bila v prestolnici Zahodne Floride, Pensacoli. Poveljnik, general John Campbell iz Strachurja, je imel pod svojim poveljstvom približno 500 mož, sestavljenih večinoma iz mož 16. in 60. polka, vključno pa tudi z nekaterimi waldeškimi grenadirji in nekaterimi provincialnimi milicami lojalistov. Britanski odnosi z Indijanci Muscogee (Creek), Chickasaw in Choctaw so bili prav tako razmeroma dobri. Na stotine bojevnikov Choctaw se je odzvalo na britanske prošnje za pomoč in prišlo v Mobile.
Ohrabren z uničenjem ekspedicije pod vodstvom Gálveza proti Pensacoli zaradi orkana jeseni 1780, se je Campbell odločil poskusiti ponovno zavzeti Mobile. 3. januarja je poslal ekspedicijo več kot 700 mož pod poveljstvom valdeškega polkovnika Johanna von Hanxledena.

## Bitka
Hanxledenova sila je prispela blizu postojanke pozno 6. januarja in naslednje jutro izvedla napad ob zori. Štirideset Špancev je poskušalo pobegniti na bližnje zasidrano plovilo, vendar so jih Britanci mnoge pokosili z mušketnim strelom. Indijanci iz ekspedicije so nato sledili Špancem v vodo, da bi zbrali skalpe.
Johann von Hanxleden in Philip B. Key sta vodila vrsto napadov na utrjen španski položaj. Četrti in zadnji napad je bil delno uspešen, saj so Keyjevi možje pridobili oporišče v jarku. Vendar pa je bil Hanxleden ubit, ko so Španci namestili bajonete in zavzeli obrambne položaje. Zagon Hanxledenovega napada je bil izgubljen in Keyjevemu polku je zdaj manjkala druga kolona, potrebna za ohranitev položaja, zato so se umaknili, kar je povzročilo organiziran umik kot odgovor na španski protinapad. 

## Posledice
Britanci so se umaknili nazaj v Pensacolo in niso več poskušali napasti Mobila. Španske oblasti na Kubi so poslale dodatne sile, da bi obdržale Mobil, ko so izvedele za napad. S smrtjo polkovnika Hanxledena, priljubljenega poveljnika generala Campbella na obali Mehiškega zaliva, so britanske sile izgubile pomembno prednost v smislu vojaških zmogljivosti in morale. Španski feldmaršal Gálvez je pozneje istega leta zavzel Pensacolo, s čimer je dokončal osvojitev Zahodne Floride. Ramón de Castro y Gutiérrez je pozneje to izkušnjo uporabil za obrambne načrte San Juana, Portoriko, kjer je leta 1795, po invaziji na Trinidad, postal kapitan general. Angleži so napadli San Juan nekaj mesecev po Trinidadu.

## Zapuščina
Bojišče in naselje "The Village" (Vas) sta se v mnogih pogledih izgubila v zgodovini. Čeprav se nahaja blizu Village Pointa v Daphni, Alabama, je okoliško območje doživelo močan razvoj stanovanjskih objektov, ki so že zdavnaj poravnali bojišče ali kakršne koli zgodovinske strukture, povezane z naseljem.